# NGC 4873
NGC 4873 est une galaxie lenticulaire située dans la constellation de la Chevelure de Bérénice. Sa vitesse par rapport au fond diffus cosmologique est de 6 093 ± 19 km/s, ce qui correspond à une distance de Hubble de 89,9 ± 6,3 Mpc (∼293 millions d'al). NGC 4873 a été découverte par l'astronome prussien Heinrich Louis d'Arrest en 1863.

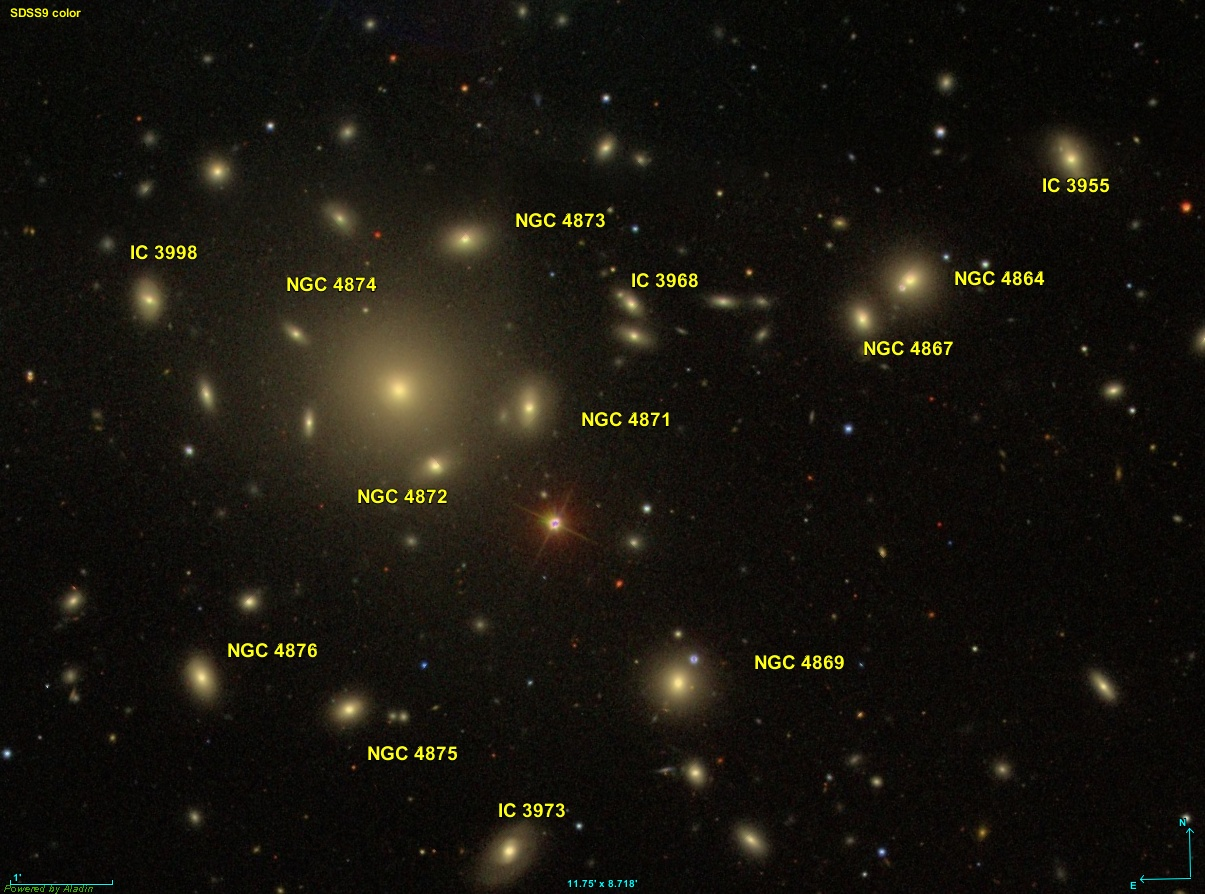
De nombreuses galaxies se trouvent dans la même région de la sphère céleste que NGC 4873, mais selon les sources consultées peu d'entre elles font partie d'un groupe de galaxies. Elles sont cependant à l'intérieur de l'amas de la Chevelure de Bérénice.

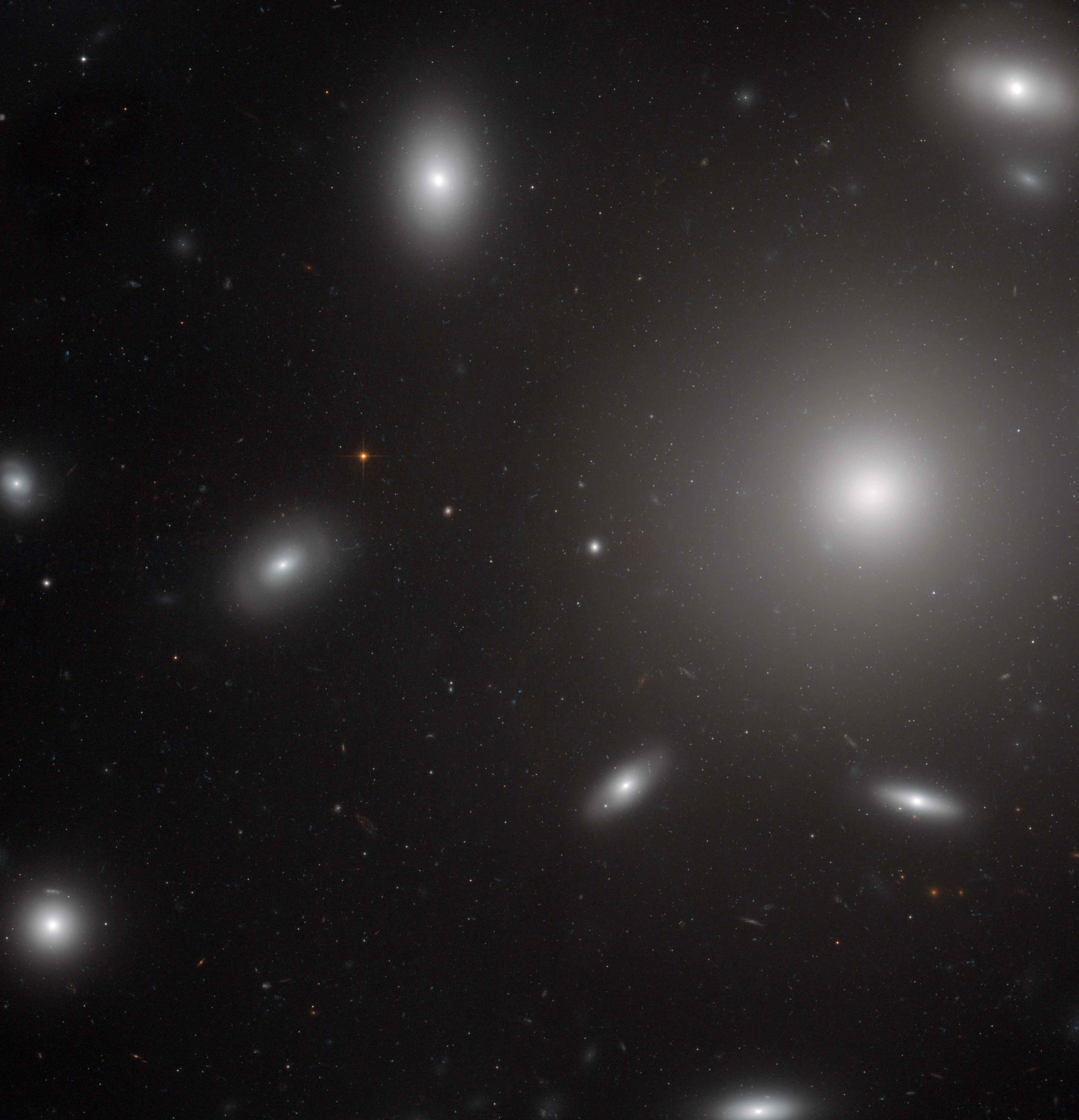
NGC 4873 est au centre de cette image captée par le télescope spatial Hubble. Notez que le sud est en haut de cette image.

À ce jour, six mesures non basées sur le décalage vers le rouge (redshift) donnent une distance de 104,500 ± 20,765 Mpc (∼341 millions d'al), ce qui est à l'intérieur des valeurs de la distance de Hubble. Notons cependant que c'est avec la valeur moyenne des mesures indépendantes, lorsqu'elles existent, que la base de données NASA/IPAC calcule le diamètre d'une galaxie et qu'en conséquence le diamètre de NGC 4873 pourrait être d'environ 21,3 kpc (∼69 500 al) si on utilisait la distance de Hubble pour le calculer.
La désignation DRCG 27-155 est utilisée par Wolfgang Steinicke pour indiquer que cette galaxie figure au catalogue des amas galactiques d'Alan Dressler. Les nombres 27 et 155 indiquent respectivement que c'est le 27e amas de la liste, soit Abell 1656 (l'amas de la Chevelure de Bérénice), et la 155e galaxie de cet amas. Cette même galaxie est aussi désignée par ABELL 1656:[D80] 155 par la base de données NASA/IPAC, ce qui est équivalent. Dressler indique que NGC 4873 est une galaxie lenticulaire de type S0.